# Thanh Mỹ, Châu Thành (Trà Vinh)
Thanh Mỹ là một xã cũ thuộc huyện Châu Thành, tỉnh Trà Vinh, Việt Nam.

## Địa lý
Xã Thanh Mỹ có vị trí địa lý:
- Phía đông giáp xã Đa Lộc
- Phía tây giáp huyện Tiểu Cần
- Phía nam giáp huyện Trà Cú và xã Mỹ Chánh
- Phía bắc giáp xã Lương Hòa A.

Xã Thanh Mỹ có diện tích 17,29 km², dân số năm 2019 là 7.766 người, mật độ dân số đạt 449 người/km².

## Hành chính
Xã Thanh Mỹ được chia thành 7 ấp: An Chay, Cây Dương, Kinh Xuôi, Nhà Dựa, Ô Tre Lớn, Ô Tre Nhỏ, Phú Thọ.

## Lịch sử
Sau năm 1975, Thanh Mỹ là một xã thuộc huyện Châu Thành Đông.
Ngày 11 tháng 3 năm 1977, Hội đồng Chính phủ ban hành Quyết định 59-CP về việc giải thể huyện Châu Thành Đông sáp nhập xã Thanh Mỹ của huyện Châu Thành Đông vào huyện Càn Long.
Ngày 29 tháng 9 năm 1981, Hội đồng Bộ trưởng ban hành Quyết định 98-HĐBT về việc thành lập huyện Châu Thành trên cơ sở tách xã Thanh Mỹ của huyện Càng Long.
Ngày 2 tháng 3 năm 1998, Chính phủ Việt Nam ban hành Nghị định số 13/1998/NĐ-CP về việc thành lập xã Mỹ Chánh trên cơ sở điều chỉnh 2.558,3 ha diện tích tự nhiên và 9.495 nhân khẩu của xã Thanh Mỹ.
Sau khi điều chỉnh địa giới hành chính, xã Thanh Mỹ có 1.729 ha diện tích tự nhiên và 8.704 nhân khẩu.